# Pycnopsyche rossi
Pycnopsyche rossi är en nattsländeart som beskrevs av Betten 1950. Pycnopsyche rossi ingår i släktet Pycnopsyche och familjen husmasknattsländor. Inga underarter finns listade i Catalogue of Life.